# Registr Windows

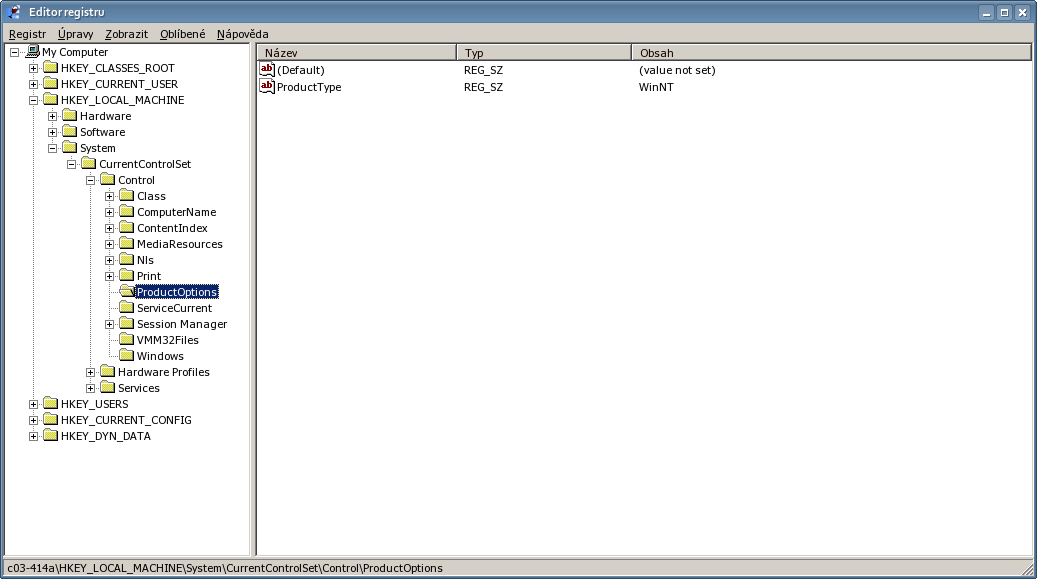
regedit, aplikace pro úpravu registru

Registr Windows je systém pro ukládání údajů a nastavení do stromově organizované databáze v operačním systému Microsoft Windows. Poprvé byly registry zavedeny ve Windows 3.11, k jejich širšímu využití došlo až s příchodem Windows 95. Registr je v systémech Windows nástupcem textových konfiguračních souborů s příponou .INI. Logicky je registr rozdělen do několika složek, tzv. „hives“. Nesprávný zásah do registrů může způsobit nefunkčnost programů, které ho používají, ale i samotného operačního systému Windows.

## Struktura registru
Registr obsahuje klíče a hodnoty. Maximální délka názvu klíče je 255 znaků. Klíče registrů mohou obsahovat podklíče i hodnoty.
Klíče a podklíče tak tvoří stromovou strukturu. V klíči mohou být přítomny hodnoty přístupné přes jejich název. Hodnoty registrů obsahují data. Klíče, které se nacházejí v nejvyšší úrovni této hierarchie, se nazývají kořenové klíče.

### Registr obsahuje následující kořenové klíče
- HKEY_CLASSES_ROOT – Tento klíč obsahuje informace týkající se asociace názvů souborů, informací OLE (Object Linking and Embedding) a asociací tříd souborů.
  - OLE se používá k výměně dat mezi jednotlivými aplikacemi.
- HKEY_CURRENT_USER – Obsahuje aktivní profil uživatele, který je právě přihlášen do systému (nastavení plochy, sítě apod.) Odpovídá tedy části z HKEY_USERS.
- HKEY_LOCAL_MACHINE – Obsahuje hardwarové profily. Je to kořenový klíč, který obsahuje nastavení pro všechny uživatele a nastavení systému. Též se věnuje nastavením Plug And Play
- HKEY_USERS – Zahrnuje všechny aktivní profily, včetně HKEY_CURRENT_USER.
- HKEY_CURRENT_CONFIG – Součástí tohoto klíče jsou informace o konfiguračních datech aktuálního hardwarového profilu.
- HKEY_PERFORMANCE_DATA – Tento klíč není zobrazen v editoru registru a jsou v něm uložena data kernelu (jádro systému) samotných Windows.
- HKEY_DYN_DATA – Tento klíč je použit pouze u operačních systémů Windows 95, Windows 98 a Windows Me. Obsahuje informace o hardwaru, včetně Plug and Play zařízení.

Systém registrů se může lišit podle verze Windows. Mezi prvním registrem použitým ve Windows 3.1 a těmi současnými jsou tedy znatelné rozdíly.

### Podregistr (hives, pomocné soubory)
Podregistr registru, čili hives, je skupina klíčů, podklíčů a záznamů v registru obsahující záložní kopie jejích dat. Přípony názvů souborů v těchto složkách označují typ obsažených dat. Také chybějící přípona může někdy označovat typ obsažených dat.
- Podregistr registru 
  - Pomocné soubory
- HKEY_LOCAL_MACHINE\SAM
  - Sam, Sam.log, Sam.sav
- HKEY_LOCAL_MACHINE\Security
  - Security, Security.log, Security.sav
- HKEY_LOCAL_MACHINE\Software
  - Software, Software.log, Software.sav
- HKEY_LOCAL_MACHINE\System
  - System, System.alt, System.log, System.sav
- HKEY_CURRENT_CONFIG
  - System, System.alt, System.log, System.sav, Ntuser.dat, Ntuser.dat.log
- HKEY_USERS\DEFAULT
  - Default, Default.log, Default.sav

Cesty k těmto pomocným souborům se nachází v klíči HKEY_LOCAL_MACHINE\System\CurrentControlSet\Control\hivelist

## Programy pro správu a optimalizaci registru
Existuje celá řada programů pro práci s registrem (např. regedit – přímo ve Windows). Jejich účelem může být záloha, editace nebo defragmentace registru (Odkaz vede na defragmentaci souborů. Ve skutečnosti defragmentace registrů není skládání částí registrů za sebe, ale definitivní mazání položek, které předtím byly označeny, jako smazané. Dojde tedy k zmenšení velikosti registrační databáze. Nejedná se tedy o defragmentaci v pravém slova smyslu.). Tímto způsobem lze měnit, odstraňovat nebo vytvářet hodnoty a podklíče obsažené v registru. Existuje také celá řada programů určených k tzv. pročištění registru, tj. odstranění nepoužívaných a neplatných položek z registru. Tyto nepotřebné položky zbytečně zpomalují systém a zabírají místo na disku. Defragmentace registru funguje na principu odstranění volného místa z registru a uvolnění zbytečně zaplněného prostoru. Program provádějící defragmentaci přemístí záznamy v registru tak, aby se zvýšila výkonnost systému.